# 贝尔要退出
《贝尔要退出：革命卢西安的克里斯蒂安·贝尔重混》（英語："Bale Out: RevoLucian's Christian Bale Remix!"）是美国作曲家盧西安·皮安（绰号“革命盧西安”）的讽刺重混舞曲，于2009年2月2日在YouTube和Myspace发布。歌曲利用男演员克里斯汀·貝爾2008年7月在《终结者2018》片场大发脾气的录音恶搞。曲中还有其他多种元素，如舞曲节拍和2006年芭芭拉·史翠珊与时任美国总统乔治·沃克·布什支持者争吵的声音片段，营造史翠珊和贝尔大吵的效果。
歌曲发布次日，YouTube的观看次数就超20万，到2009年2月5日已突破百万。美联社称歌曲是“催眠舞曲”，合众国际社称赞曲段“琅琅上口”，引发“YouTube式轰动”。音樂電視網的吉尔·考夫曼感觉曲目仿佛恶魔舞会，Techno风味淋漓尽致。《時代雜誌》认为歌曲“搞笑至极”，《九号新闻》认为曲目在互联网上的成功气势不可阻挡。《终结者2018》的导演喬瑟夫·麥克吉帝·尼克爾很喜欢这首舞曲并存入，贝尔自称听过重混，觉得“他们很厉害”。

## 背景

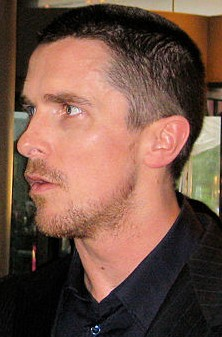
克里斯蒂安·贝尔（摄于2008年7月，事件发生同月）

2008年7月，男演员克里斯蒂安·贝尔在新墨西哥州参与拍摄电影《终结者2018》。就在他和女演员布莱斯·达拉斯·霍华德对戏时，摄影指导夏恩·赫尔博特（Shane Hurlbut）意外走入视线，贝尔非常生气并大声斥责，声称如果再犯，剧组必须叫他卷铺盖走人，否则自己就退出。赫尔博特冷静地向贝尔道歉，事后继续参与摄制七小时。
网站很快报导事件经过，起初没有引起重大反响，但2009年2月2日公布录音后引来大量关注。网站称，《终结者2018》的制片公司高管将事件录音寄给保险公司，以防贝尔真的退出。
2009年2月6日，贝尔通过洛杉矶广播电台发布声明，承认行为失当，声称事后两人已通过交流彻底解决问题。贝尔还称，两人当天就在事情发生后继续共事好几个小时，此后又持续合作一个月。他还看过电影摄制完成后的早期版本，对赫尔博特的摄影功底十分满意。

## 创作

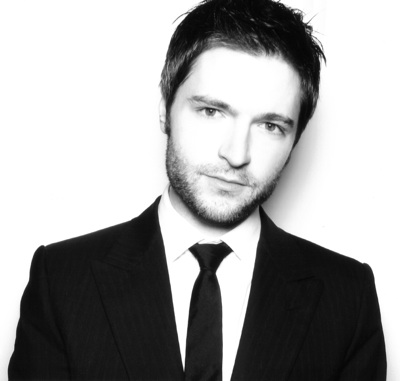
盧西安·皮安（摄于2009年）

盧西安·皮安（Lucian Piane）发布〈贝尔要退出〉前就以各种讽刺重混闻名，作品讽刺目标包括阿拉斯加州前州长莎拉·佩林、20世纪80年代曾在镜头前发脾气的政治评论员比尔·奥莱利，以及联邦参议员約翰·福布斯·凱瑞在佛罗里达大学演讲时被警察用泰瑟电枪击倒而引发全美关注的安德鲁·迈耶（Andrew Meyer）。
据美联社报导，皮安“被贝尔愤怒嗓音中的音乐感吸引”，他一共花费三小时制作这首重混。皮安称：“一听到克里斯蒂安·贝尔发火，我就觉得必须来首重混……很高兴大家都觉得曲目很有意思，夜总会都已经开始播放”。他还在接受《洛杉矶周刊》（LA Weekly）采访时表示，希望人们记得他的重混舞曲，而非贝尔的粗话：“咱们都生活在同一个世界，所以我觉得与其记得克里斯蒂安·贝尔曾在片场大发脾气，大家不如记住这首重混”。
〈贝尔要退出〉混搭的内容包括贝尔发火的音频片段，赫尔博特回答“我刚刚只顾去看灯光了”。合唱部分包括贝尔大喊“真他妈让人分神”和“你他妈到底还有什么不明白？”的片段。歌曲中的声音拼贴包括芭芭拉·史翠珊2006年与前总统乔治·沃克·布什支持者争吵的片段，合成效果仿佛史翠珊与贝尔争吵。皮安告诉美联社记者：“不知道克里斯蒂安·贝尔喜不喜欢，希望吧。我自认把一些会让他面子上过不去的内容重新加工，变成大家喜闻乐见的玩意儿。”

## 发布
2009年2月2日，皮安把〈贝尔要退出〉上传和，其中页面提供歌曲文件免费下载，此时距贝尔骂人录音上网还只过去几小时。上传当天，页面的观看量就超过20万，并在两天内达到70万次点击。三天后，〈贝尔要退出〉在的播放次数突破一百万，并在首周超过150万。
有线电视新闻网曾在电视新闻节目《战情室》（The Situation Room）报导〈贝尔要退出〉，通讯员布鲁克·安德森（Brooke Anderson）指出：“……从上传的音乐恶搞作品来看……（贝尔）这臭名昭著的咆哮会成为今后很长时间的热门话题。”安德森·库珀在《安德森库珀360度观点》（Anderson Cooper 360°）称曲目一针见血、毫不留情。《周报》发文称，“要是好莱坞明星言语攻击他人的话经过重混后放上网，结果一天的点击率就远超任何电影评论网站全年总量，这到头来究竟会变成什么样？”

## 反响
据《洛杉矶周刊》报导，《终结者2018》的导演喬瑟夫·麥克吉帝·尼克爾已把曲目存入。他还在接受《快公司》（Fast Company）杂志采访时称：“必须承认，重混舞曲（在）非常热门”。贝尔在与《E！：娱乐电影》探讨《终结者2018》时自称听过皮安的恶搞，觉得曲目很不错，“他们很厉害”。他还收到朋友发来的另一首重混：“这些人真他妈太厉害了！我实在佩服，这反应真没说的对吧？把本来很恶心的东西变成舞曲，这真太了不起啦！”
美联社的评论认为〈贝尔要退出〉是“催眠舞曲”、曲调很有规律，节奏感十足，还称“事件导致贝克在毫不知情的情况下成为轰动音乐人物”。《洛杉矶时报》发文称〈贝尔要退出〉是“革命盧西安的天才重混”，也是堪称辉煌的夜总会舞曲。音樂電視網吉尔·考夫曼感觉曲目仿佛恶魔舞会，风味淋漓尽致，贝尔大声吼出的脏话反复不断，芭芭拉·史翠珊随时回敬。合众国际社称赞曲段“琅琅上口”，引发“式轰动”。
《洛杉矶周刊》称舞曲将重音节拍和贝尔的最佳台词混搭在一起，还令“你他妈到底还有什么不明白？”成为全年最令人上瘾的合唱桥段，从一地鸡毛中淘出少许艺术结晶。《愛爾蘭獨立報》认为〈贝尔要退出〉构思精巧、制作精良，合唱段落出人意料的琅琅上口。《环球邮报》认为重混舞曲“节奏威胁感十足，堪称喜剧天才，比‘美国精神病人’和‘终结者’加起来还可怕”。《华尔街日报》称，皮安把贝尔的粗话与“动感十足的乐曲”结合。
《時代雜誌》网站称歌曲“搞笑至极”，《九号新闻》认为重混曲目“厚脸皮但又讨喜”，在互联网上的成功气势不可阻挡。《每日电讯报》声称革命盧西安将贝尔失态的音频片段转变成混搭和恶搞杰作，在同类作品中名列前茅，很可能成为热门舞曲。《剂量》（Dose）杂志文章也称整整一周都在这首舞曲的闪耀节拍带动下狂欢，《黑皮书》（BlackBook）杂志称赞〈贝尔要退出〉是“贝尔失态（音频）的天才夜总会重混，整天都在你脑中嘶吼”。《影音俱樂部》认为歌曲属重混，即便愤世嫉俗的人也会喜欢。《名人咖啡馆》（The Celebrity Cafe）感觉舞曲创作过程肯定有大批艺人绞尽脑汗的贡献，很可能促动夜总会乐迷热烈参与并提出听起来天马行空的建议。
2009年4月，北卡罗来纳州立大学博士生马特·莫兰（Matt Morain）发表網路迷因论文，评述贝尔失态音频催生的重混作品。莫兰指出，这些重混作品比贝尔骂人的音频关注度还高：“与近两百万次播放相比，更让人意外的是重混作品虽因原版音频而生，播放次数却比原版高得多，从中可以看出幻想主题和修辞传播学元素的影响”。佩雷斯·希爾頓称赞“盧西安·皮安再度超越自我！你一定要好好听一听。”他还在自办网站上传随曲目跳舞的视频。
2009年11月17日，〈贝尔要退出〉与另外四首作品一起获美国在线下属网站“年度最佳重混”提名，但最终未能胜出。网站工作人员指出，皮安的作品“如野火般蔓延”，已成为網路迷因。舞曲还在点击者网站（Clicker.com）2009年评选的点击者奖中入围最新最受欢迎病毒视频，但同样没有获奖。此外，〈贝尔要退出〉还于2010年获威比奖最佳视频重混/混搭提名。

## 获奖和提名
| 年份 | 名称       | 组织                   | 奖项                 | 结果       |
| ---- | ---------- | ---------------------- | -------------------- | ---------- |
| 2009 | 网上最佳奖 | 网站                   | 年度最佳重混         | 提名       |
| 2009 | 点击者奖   | 点击者网站             | 最新最受欢迎病毒视频 | 入圍短名單 |
| 2010 | 威比奖     | 国际数字艺术与科学学院 | 最佳视频重混/混搭    | 提名       |